# De Planeet Barrayar
De Planeet Barrayar is een sciencefictionroman, geschreven door Lois McMaster Bujold (als Barrayar) en voor het eerst gepubliceerd in vier afleveringen in het tijdschrift Analog van juli tot en met oktober 1991. Daarna werd het in boekvorm  uitgegeven door Baen Books. Het boek won zowel de Hugo Award voor Beste Roman als de Locus Award voor Beste Science Fiction Roman in 1992. Het is onderdeel van de Vorkosigan Saga, en de zevende roman die in de serie verscheen.
De Planeet Barrayar is het onmiddellijke vervolg op Bujolds eerste roman Shards of Honor (1986), en dus wat betreft verhaallijn het tweede boek in de serie. Beide boeken zijn, in het Engels, later samen met een kort verhaal uitgegeven in de omnibus Cordelia's Honor (1996). In het Nederlands is van de twee tot op heden alleen De Planeet Barrayar verschenen.

## Verhaallijn
In het vorige boek kwam Cordelia Naismith, kapitein van een exploratie-sterreschip van een technisch geavanceerde en zeer egalitaire planeet naar de relatief achterlijke planeet Barrayar, een welhaast feodaal keizerrijk, om te trouwen met Aral Vorkosigan, ook kapitein van een schip. Na het huwelijk blijkt hij nauw verwant met keizer Ezar, die hem aanwijst als regent voor Ezars vijfjarige kleinzoon en erfgenaam Gregor.
In dit boek maakt Cordelia nader kennis met de planeet en de opmerkelijke manier waarop die bestuurd wordt. De bestuurlijke eigenaardigheden komen wel heel dichtbij als een gifgas-aanval Cordelia dwingt om haar ongeboren kind over te laten zetten naar een kunstmatige baarmoeder, waarbij kunst en vliegwerk nodig is om skeletschade aan het kind te gaan minimaliseren.
Nog dichterbij komen de problemen als een staatsgreep Cordelia dwingt om samen met de jonge keizer zich te paard te gaan verschuilen in de bergen, achterna gezeten door troepen uitgerust met de modernste middelen. Nadat dit gelukt is en ze weer met Aral verenigd is blijkt de couppleger de kunstmatige baarmoeder gestolen te hebben en te gebruiken als chantage-middel. Ze gaat undercover en weet de kunstmatige baarmoeder terug te stelen en de couppleger uit te schakelen, en zich daarmee wel zeer nadrukkelijk als een machtsfactor van betekenis neer te zetten, achter haar man, die de officiële functie heeft.
Wel heeft de onderbreking van de behandeling aanmerkelijke gevolgen voor het kind, dat uiteindelijk met zeer zwakke botten te wereld komt. Gelukkig is het ook in andere opzichten een apart kind dat de hoofdpersoon wordt in diverse daaropvolgende boeken.

## Ontvangst

### Prijzen
De Planeet Barrayar won zowel de Hugo Award voor Beste Roman als de Locus Award voor Beste Science Fiction Roman in 1992. 
 
Het boek was genomineerd voor de Nebula Award for Best Novel in 1991.

### Recensies
In het New York Review of Science Fiction, werd in oktober 1998 (nummer 122) de roman De Planeet Barrayar als volgt samengevat: "Met De Planeet Barrayar begint een nieuwe fase in Bujolds oeuvre. Dit blijkt bijvoorbeeld uit de enorme sprong voorwaarts in kracht complexiteit en originaliteit, zoals in de behandeling van Bothari en de uitstapjes naar het vrouwendomein, iets dat voorheen in sciencefiction niet gebruikelijk was. Het boek behandelt de thema's uit Bujolds eerder boeken op een diepere manier."

### Vertalingen
- 1993, Duits, Barrayar, ISBN 3-453-07227-8 vertaald door Michael Morgental[6]
- 1993, Frans, Barrayar, ISBN 2-277-23454-0, vertaald door Michel Deutsch[6]
- 1993, Italiaans, Barrayar, ISBN 88-429-0711-1, vertaald door Gianluigi Zuddas[6]
- 1994, Spaans, Barrayar, ISBN 84-406-4019-6, vertaald door Margara Auerbach[6]
- 1995, Bulgaars, Bariar, ISBN 954-585-000-6 (niet geldig), vertaald door Krum Bachvarov[6]
- 1996, Pools, Barrayar, ISBN 83-86669-77-5 (niet geldig)[6]
- 1996, Russisch, Barrayar, vertaald door T Cherezova[6]
- 1999, Nederlands, De planeet Barrayar, ISBN 90-245-3561-1, vertaald door Josephine Ruitenberg[6]
- 2000, Japans, Barayaa Nairan, ISBN 4-488-69807-7, vertaald door Ayako Ogiso[6]
- 2000, Hebreeuws, Barrayar, ISBN 3-12974 (niet geldig), vertaald door Boaz Weis[6]
- 2004, Kroatisch, Barrayar, ISBN 953-220-178-5, vertaald door Martina Anicic[6]
- 2005, Chinees[6]